# 1645 Waterfield
1645 Waterfield è un asteroide della fascia principale del diametro medio di circa 30,58 km. Scoperto nel 1933, presenta un'orbita caratterizzata da un semiasse maggiore pari a 3,0634735 UA e da un'eccentricità di 0,1135326, inclinata di 1,01893° rispetto all'eclittica.
L'asteroide è dedicato all'ematologo britannico Reginald Lawson Waterfield (1900-1986), uno dei più famosi astrofili d'Inghilterra.